# Никколо III далле Карчери

Никколо далле Карчери (итал. Niccolo dalle Carceri; ок. 1358 — 1383) — герцог Наксоса с 1371 года, триарх Эвбеи. Сын триарха Эвбеи Джованни далле Карчери и его жены Фьоренцы Санудо, наследницы герцогства Наксос.

## Биография
Родился не ранее 1355 (когда его матери исполнилось 15 лет) и не позднее 1358 года (когда умер отец).
С 1358 года, после смерти отца, — триарх Эвбеи под опекой матери, а затем и её второго мужа Никколо Санудо Спеццабанда.
В 1371 году наследовал матери в качестве герцога Наксоса. Находился под опекой отчима до 1374 года, когда Никколо Санудо умер.
В период самостоятельного правления Никколо далле Карчери проявил себя как некомпетентный руководитель, не снискавший любви подданных. Он почти всё время жил в своих эвбейских владениях, назначив регентом Наксоса Джанули Гоццадини (Januli Gozzadini). В 1380 года он с помощью Наваррской компании планировал захватить у Венеции город Негропонт. В то же время острова Наксоса оставались практически беззащитными перед нападением турок-османов, и это беспокоило республику.
В марте 1383 года, когда Никколо находился в Наксосе, венецианцы прислали к нему Франческо Криспо, сеньора Милоса, который являлся вассалом герцога и его родственником (был женат на Фьоренце Санудо, его двоюродной сестре). Тот прибыл с небольшим вооружённым отрядом. Во время охоты в один из моментов герцог оказался наедине с людьми Криспо. По официальной версии, они попали в засаду к бандитам, и в начавшейся схватке Никколо далле Карчери был смертельно ранен в результате падения с лошади. На самом деле он был убит приближенными Криспо.
Тот занял герцогский замок и объявил себя правителем Наксоса, и Венеция сразу признала его в качестве герцога.
Никколо далле Карчери был похоронен в Хоре в церкви Сент-Этьен.

## Семья
С 1381 года был женат на Петронилле, дочери графа Кефалонии Леонардо I Токко. Детей у них не было.